# Flatbush Zombies
Flatbush Zombies, stylisé en Flatbush ZOMBiES, est un groupe de hip-hop américain diversifié, originaire de Flatbush à Brooklyn, avec un son unique du Rap de New York, qui est composé de sous-genres et courants musicaux du Hip-Hop dont le hip-hop alternatif qui va jouer un rôle important dans l'évolution de leur musique mais plus particulièrement les origines stylistique du hip-hop expérimental où ils vont explorer le style neo-psychedelia qui leur permettra de continuer et réinventer l'ère du hip-hop psychédélique.
Flatbush Zombies est composé des trois rappeurs Meechy Darko, Zombie Juice et Erick Arc Elliott. Ce dernier a produit la majorité de leur discographie, sous le pseudonyme de Erick "The Architect". The Underachievers, amis de longue date de Meechy et Juice, finissent par collaborer quelque temps après avoir débuté leur carrière de groupe séparément. Les deux groupes vont produire un mixtape et puis des représentations avec la tournée CLOCKWORK Indigo. Le mouvement Indigoism qui avait été transmis à Steez originellement par The Underachievers va établir le départ du succès qu'auront les deux groupes pendant et après la tournée. Après la collaboration, la possibilité d'un regroupement du mouvement Indigo fait surface et l'idée du Beast Coast, partagée par Steez avant sa mort, va grandir pour donner naissance à un son unique et une ère nouvelle de Hip-Hop, comptant les meilleurs MC du East Coast avec un style en avance sur leur temps où le old school et new school se rencontrent.
Tandis que d'un côté on voit une dualité interne décrivant un mode de vie absurde, de la poésie moderne avec des messages qui questionnent différentes perspectives de la réalité, la mort de l'égo ainsi que la réincarnation à l'aide de l'ouverture du troisième œil et de l'esprit par les psychédéliques. Plusieurs réflexions philosophiques sur la conscience des connaissances de soi, la conscience politique, des sujets à contenu et style variés. Puis d'un autre côté des paroles complètement à l'opposé influencées par l'histoire réelle du hip-hop plus violent et sombre beaucoup axées sur l'égo du MC/Rapper décrit par la flexibilité\liberté des talents qu'ils possèdent ce qu'ils ont dû sacrifier pour le succès ou l'utilisation de certaines drogues pour le plaisir ainsi que l'avantage du pouvoir qu'a l'argent avec les femmes ou simplement de contrôler et personnaliser son environnement à sa guise. 
Les mouvements Pro Era et Beast Coast du East Coast hip hop ainsi que le Old school Rap du Rap East Coast jouent un rôle important dans la direction et la création du collectif d'artistes de New York qui va garder le nom original, à la mémoire de Steez, le Beast Coast vient réinventer
le mouvement des enfants indigos qu'avaient débuté Flatbush Zombies et The Underachievers, maintenant composé de 10 membres, Beast Coast, a déjà annoncé une tournée et un album après seulement une représentations télévisée au show de Jimmy Fallon et deux singles dont Left Hand qui a été interprété pour la première fois publiquement par le groupe à la télévision à un poste populaire où le groupe et leurs genre sont inconnus. 
Conscients du succès, le deuxième single Coast Clear sort quelques jours après le single Left Hand.

## Biographie
Amis depuis l'école primaire, les trois membres sont nés et ont grandi dans la section Flatbush de Brooklyn, New York et sont d'origine jamaïcaine. Les premières choses qui ont rapproché Dimitri Simms (Meechy Darko), Antonio Lewis (Zombie Juice) et Erick Elliott (The Architect) ont été l'anime japonais Dragon Ball Z et le catch. Pendant leur adolescence, ils ont notamment expérimenté divers drogues comme le LSD. 
Le groupe se forme officiellement en 2010. Leur première représentation a lieu en 2012. La popularité du groupe a augmenté après avoir publié la vidéo "Thug Waffle" sur YouTube. Plus tard dans l'année, Flatbush Zombies a sorti sa première mixtape, intitulée D.R.U.G.S., qui signifie « Mort et réincarnation sous la supervision de Dieu. "
En 2013, le groupe a collaboré avec un autre groupe de rap de Brooklyn, The Underachievers, sur le single "No Religion".
Le 29 juillet 2013, Flatbush Zombies a publié une vidéo YouTube annonçant sa deuxième mixtape, BetterOffDEAD, qui a été diffusée le 11 septembre 2013. Avec "MRAZ", les singles "Palm Trees" et "222", sont inclus sur la mixtape de dix-neuf pistes BetterOffDEAD.
En septembre 2014, il a été annoncé que Flatbush Zombies serait en tournée avec un autre groupe de rap basé à Brooklyn, The Underachievers, et qu'ils seraient collectivement connus sous le nom de Clockwork Indigo. Les deux groupes ont ensuite sorti une chanson collaborative intitulée "Butterfly Effect", suivie d'un EP intitulé Clockwork Indigo, le 17 octobre 2014.
Le 11 janvier 2016, le groupe sort le single "Glorious Thugs". Le même jour, le groupe a annoncé que son premier album intitulé 3001: A Laced Odyssey, sortira le 11 mars 2016. 3001: A Laced Odyssey a reçu des critiques généralement positives. L'album s'est vendu à 28 000 exemplaires la première semaine.
Le 31 janvier 2018, le groupe annonce la sortie de son nouvel album intitulé "Vacation in Hell" pour le 6 avril 2018.

## Discographie

### Album studio
- 2016 : 3001: A Laced Odyssey
- 2018 : Vacation in Hell

### EPs
- 2014 : Clockwork Indigo

### Mixtapes
- 2012 : D.R.U.G.S.
- 2013 : BetterOffDead

### Compilation (non-officielles)
- 2013 : Trippy Train
- 2015 : Day Of The Dead